# میا هوندفین
میا هوندفین (انگلیسی: Mia Hundvin؛ زادهٔ ۷ مارس ۱۹۷۷) بازیکن هندبال، مجری تلویزیون، ستون‌نویس، و تهیه‌کننده تلویزیونی اهل نروژ است.